# ناوان
ناوان، روستایی از توابع بخش مرکزی شهرستان طوالش در استان گیلان ایران است.

## جمعیت
این روستا در دهستان کوهستانی تالش قرار دارد و براساس سرشماری مرکز آمار ایران در سال ۱۳۸۵، جمعیت آن ۱۱۱ نفر (۲۶خانوار) بوده‌است.